# Maddalena Antognetti
Maddalena Antognetti, conosciuta come Lena (Roma, 1579 – ...), è stata una modella e cortigiana italiana, prediletta di Michelangelo Merisi da Caravaggio.

## Biografia
Nel momento più alto della sua carriera fu nota con il soprannome di Roscina e il suo sembiante compare in alcune opere dell'artista lombardo:  Morte della Vergine, Madonna di Loreto o dei pellegrini, Madonna del serpe o dei palafrenieri e Maria Maddalena in estasi o (Maddalena reversa).

Madonna dei Pellegrini, Michelangelo Merisi da Caravaggio (1604-1606)